# Mallophora calida
Mallophora calida là một loài ruồi trong họ Asilidae. Mallophora calida được Fabricius miêu tả năm 1787.